# Lorin Hollander
Lorin Hollander (* 19. Juli 1944 in New York) ist ein amerikanischer Pianist.

## Leben
Der aus einer Musikerfamilie stammende Hollander zeigte eine wunderkindhafte Frühreife: Von seinem Vater, dem Geiger Max Hollander, zur Musik gebracht, begann er bereits mit drei Jahren schlichte Musikstücke zu komponieren und spielte als Fünfjähriger Teile aus Johann Sebastian Bachs Wohltemperiertem Klavier.
1955 debütierte er mit nur 11 Jahren in der New Yorker Carnegie Hall.
An der Juilliard School studierte er zunächst bei Eduard Steuermann und ging später zu Leon Fleisher.
1959 sprang Hollander als Konzertsolist für Van Cliburn ein.
1965 erfolgte seine erste Europa-Tournee, der sich weitere Reisen, etwa nach Japan und Korea, anschlossen.
1969 trat er in Bill Grahams Musiktheater Fillmore East auf.
Im weiteren Verlauf seiner Karriere verließ er bisweilen den genuinen Weg des Interpreten, indem er sich mit Themen praktischer Psychologie befasste – wie dem Lampenfieber, der Entwicklungsproblematik Heranwachsender – und in Heimen und Gefängnissen auftrat.
Neben seinen Konzerten hielt er etliche Vorträge und gab Seminare zu psychologischen Themen.
Er ist mehrfacher Ehrendoktor und berät die amerikanische Regierung in Fragen der Förderung Hochbegabter.

## Interpretation und Rezeption
Hollanders Auftritt bei Bill Graham und seine Konzerte in Heimen, Gefängnissen und Krankenhäusern zeigen, dass er zu den Musikern gehört, die – ähnlich wie etwa Friedrich Gulda, der sich dem Jazz zuwandte – von der üblichen Virtuosenlaufbahn abweichen oder diese ergänzen möchten. Dass der klassische Interpret das gängige Repertoire täglich zu polieren habe, empfand er als Fron, der er entgehen wollte, indem er sich auch für die populäre Musik wie die der Beatles öffnete und sich mit sozialen oder ökologischen Fragen befasste.
Seine Interpretationen, die stets ein künstlerisch-individuelles Profil erkennen ließen, zeichneten sich schon zu Beginn seiner Laufbahn durch technische Präzision aus und mieden tiefe, changierende Klangfülle oder vordergründige Emotionalität.
Dies gab seiner Darbietung des rauschhaften Klavierkonzerts Aram Chatschaturjans ein zwar nonkonformistisches, aber auch eigentümlich intellektuell-sprödes Gepräge. Viele seiner Zugabestücke – wie dem unvermeidlichen Hummelflug Rimski-Korsakows – waren technisch präzise gezeichnet, ließen aber gelegentlich einen unwirschen, mitunter gar rüden Ton erkennen.
Auf der anderen Seite demonstrierte der Mitschnitt eines Fillmore-East-Auftritts mit der e-Moll-Partita Bachs und der vertrackten Klaviersonate in B-Dur op. 83 von Sergei Prokofjew eine gelungene Verbindung sublimer, detailreicher Interpretation mit manueller Perfektion.